# Растителна защита в овощните насаждения
Като цяло растителната защита при овощните насаждения може да се раздели на две части:
1-ва част – растителна защита през периода на покой
2-ра част – растителна защита по време на вегетация
През периода на покой растенията се обливат с работния разтвор, пръска се с така наречената едра капка, или обемно третиране.
През периода на вегетация третирането става като препарата е във вид на аерозол.
Основни елементи на растителната защита при трайните култури са:
- правилно определяне фазата на развитие на вида, който ще се третира;
- определяне на препарата за РЗ;
- спазване на точната концентрация на пестицида;
- правилния разход на работен разтвор за 1 декар.

Растителната защита при овощните култури е насочена към:
- борба срещу болести (гъбни, бактериални, вирусни, физиологични и др.); групата пестициди които служат за тази борба (срещу гъбните болести), се наричат фунгициди.
- борба с неприятели (листни въшки, бръмбари и др. насекоми); препаратите, използвани тук, се наричат инсектициди (а за борба с акарите се наричат акарициди);
- борба срещу плевели; препаратите, използвани тук, се наричат хербициди.

При 70%окапали листа, костилковите овощни видове се третират с 2%бордолезов разтвор, а семковите-с5%разтвор на карбамид. През пролетта преди набъбване на пъпките бордолезовият разтвор е1%. Прибавя се 3%акарзин-минерално масло, което капсулова яйцата на листните въшки и акарите, останали да зимуват. През вегетацията пред и следцъфтежни пръскания срещу неприятели с вазтак, карате, децис и др.препарати, като концентрацията е посочена на опаковката. Да се избягват препаратите нуреле и релдан, защото при овощните много често предизвикват пригор по листата. Срещу болестта съчмянка при костилковите се извършват предпазни пръскания с пероцин. Срещу ранно кафяво гниене преди цъфтежа, а при късно-след цъфтежа, се използват препаратите роврал, сумилекс, фоликур, ронилан. От тази болест често страдат дюлите, прасковите, кайсиите. При нараняване, рязка смяна на температурата и др.при костилковите овощни видове се получава смолотечение. Тогава се взема остро овощарско ножче и се дезинфекцира. Изрязва се смолата до здрава тъкан, след това с напоено с оцет парче се напоява и се запечатва с овощарска замазка. В последните 2-3 години в отделни райони на страната се появи отново огнен пригор по семковите-ябълки и круши. Наблюдават се отначало по върховете тъмно кафяви пригори-некроза. Заболелите клонки се изрязват поне 5 см.навътре до здрава тъкан и се пръскат 2-3пъти с 3 гр.на 15л вода стрептомицин сулфат, който се купува от аптечната мрежа, а не от агроаптека. Вече често срещано заболяване е и апоплексията по кайсиите, но не се знае причинителят на заболяването, тъй като от болно растение не са изолирани никакви патогени-вируси, бактирии, гъби. Следователно и ние агрономите не знаем какви препарати да препоръчаме.